# Puntius baoulan
Puntius baoulan är en fiskart som först beskrevs av Herre 1926.  Puntius baoulan ingår i släktet Puntius och familjen karpfiskar. IUCN kategoriserar arten globalt som akut hotad. Inga underarter finns listade i Catalogue of Life.